# Saint-Seurin-de-Cadourne
Saint-Seurin-de-Cadourne – miejscowość i gmina we Francji, w regionie Nowa Akwitania, w departamencie Żyronda.
Według danych na rok 1990 gminę zamieszkiwało 799 osób, a gęstość zaludnienia wynosiła 51 osób/km² (wśród 2290 gmin Akwitanii Saint-Seurin-de-Cadourne plasuje się na 519. miejscu pod względem liczby ludności, natomiast pod względem powierzchni na miejscu 722.).